# Клин (военно дело)
Клинът е ситуация на бойното поле, при която една от страните е навлязла дълбоко в територията на противника.
Клинът е ограден от няколко страни от противника, което поставя намиращите се в него сили в уязвимо положение – клинът може да бъде откъснат от основните сили и войските в него могат да попаднат в обкръжение. В същото време той може да послужи като изходна точка за пробив на разположените в него сили, който да им позволи да атакуват в гръб противника в съседните на клина участъци.